# Lepisiota fergusoni
Lepisiota fergusoni (лат.) — вид мелких муравьёв рода Lepisiota из подсемейства Формицины.

## Распространение
Азия: Индия, Шри-Ланка.

## Описание
Длина рабочих особей около 3 мм. Окраска тела желтовато-красновато-коричневая (грудь светлее головы и брюшка). От близких видов отличается следующими признаками: голова сетчато-пороздчатая; проподеальные шипы тупые, направлен назад; петиоль дорсально выемчатый. Тело матовое, обильно покрыто прямостоячими щетинками. Усики состоят из 11 члеников; глаза хорошо развиты; заднегрудка с проподеальными зубчиками.

## Таксономия
Вид был впервые описан в 1895 году под названием Acantholepis fergusoni Forel, 1895. С 1995 года в составе рода Lepisiota.